# 江西碘泡虫
江西碘泡虫（学名：Myxobolus kiangsiensis）为碘泡科碘泡虫属的动物。在中国，分布于江西等，营寄生生活，寄生在黄颡鱼的肠。